# OpenMosix

Übertragungen in einem openMosix Cluster.

openMosix war ein freies Cluster-Management-System, das die Arbeitslast automatisch auf die verfügbaren Knoten verteilte. openMosix stellte sogenannte „single system image (SSI)“-Fähigkeiten zur Verfügung. Hierbei erscheint ein Rechnerverbund (Cluster) gegenüber dem Benutzer wie ein einziger Computer. Hierbei können Prozesse (nicht Threads) auf Knoten migrieren, auf denen sie potenziell schneller abgearbeitet werden können (Live-Migration). Besonders Prozesse mit keiner oder nur geringer Ein-/Ausgabe-Last profitieren hiervon.
openMosix wurde als Patch zum Linux-Kernel veröffentlicht. Ferner existierten spezielle Distributionen mit Live-CDs.
Die Entwicklung von openMosix wurde zum 1. März 2008 eingestellt. Der Quellcode des openMosix-Projektes wird im LinuxPMI-Projekt weiter entwickelt.

## Entwicklungsgeschichte
openMosix wurde durch Moshe Bar am 10. Februar 2002 aus den MOSIX-Quellcodes mit der Umstellung von MOSIX zu proprietärer Software abgespaltet. Es galt auf den Linux-Kernels der Versionen 2.4.x als stabil, allerdings gab es nur eine Implementation für die x86-Architektur (32 Bit). Die Portierung zur Linux 2.6-Kernel-Reihe kam nie über den Alpha-Status hinaus. Mit dem Port auf Kernel-Version 2.6 begann das Projekt ebenfalls die Entwicklung für 64-Bit-Kernel auf Basis von x64 (64-Bit-x86 bzw. -IA-32).
Am 15. Juli 2007 wurde durch Moshe Bar das Support-Ende (EOL) für openMosix zum 1. März 2008 bekannt gegeben. Begründet wurde dies mit der steigenden Verfügbarkeit von preisgünstigen Mehrkernprozessor-Systemen und dem damit sinkenden Bedarf an SSI-Clustern.
Die Gentoo-Linux-Distribution bot bis zum Februar 2007 einen openMosix-Kernel zur Auswahl an.
Seit dem 1. März 2008 ist der Quellcode von openMosix nur noch zum Lesezugriff (read-only) auf SourceForge verfügbar.

## clusterKnoppix
clusterKnoppix ist eine inzwischen eingestellte, spezialisierte Linux-Distribution auf Basis von Knoppix, die den openMosix-Kernel einsetzte.
Um einen Rechnerverbund aufzusetzen, sind klassischer Weise verschiedene Dinge einzurichten, etwa rsh- oder ssh-Schlüssel auszutauschen, Dateisystem-Freigaben einzurichten, IP-Adressen zu vergeben und Host-Konfigurationen anzupassen.
clusterKnoppix automatisiert viele dieser Arbeiten. Die Distribution umfasste ein automatisches Konfigurationssystem, bei dem neue clusterKnoppix-Knoten ohne weiteres Zutun in den Rechnerverbund integriert wurden. Die letzte Release erschien am 24. Dezember 2004.

## Live CDs
- CHAOS
- dyne:bolic
- Quantian, eine wissenschaftliche Distribution auf Basis von clusterKnoppix